# Еррата

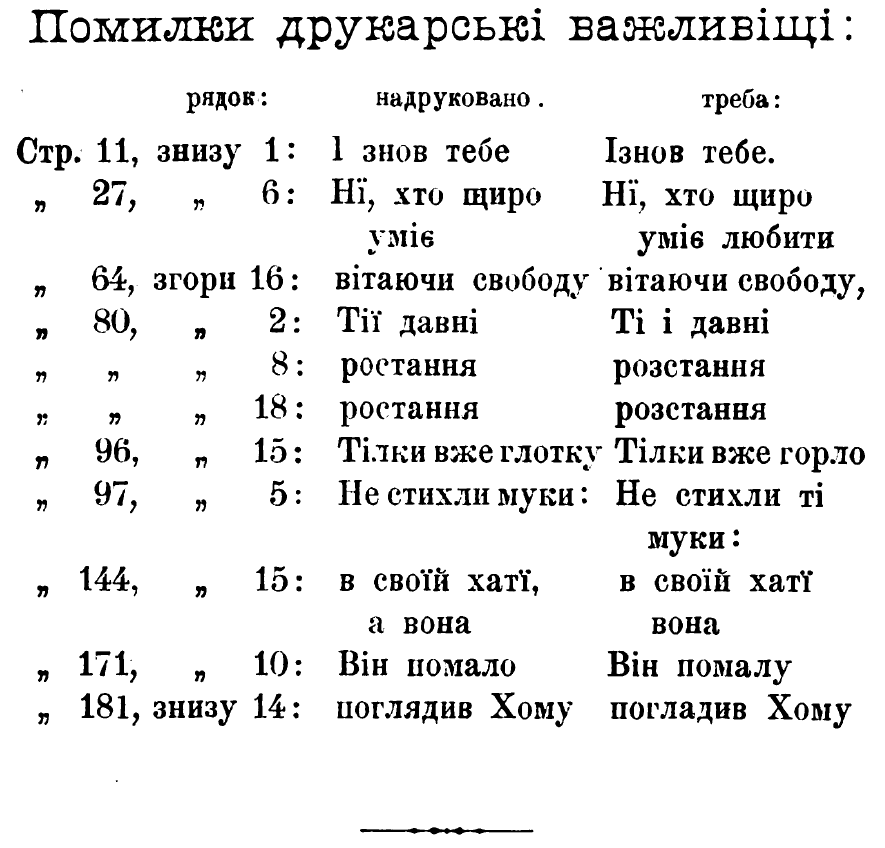
Еррата з книжки, 1893 рік

Еррата (англ. Errata) — список друкарських помилок (орфографічних, пунктуаційних, морфологічних, лексичних) та описок, які підлягають виправленню в майбутніх перевиданнях книги.

## Походження
Англійське слово errata походить від лат. erratum (помилка в письмі чи друкуванні) і є його формою множини. Але з середини XVII сторіччя, почало використовуватися в однині і отримало своє теперішнє значення. Також еррата може означати помилку в якомусь факті чи в праві.

## Застосування
В сучасному українському книговидавництві еррата не є зазвичай публічною. Натомість деякі російські видавництва, такі як рос. «Издательство Студии Артемия Лебедева» оприлюднюють еррату на сторінках свого вебсайту. Окрім книговидавництва, еррата почала застосовуватися і в програмуванні, для позначення та оприлюднення знайдених помилок і вразливостей.